# Guadalcanal
Pour les articles homonymes, voir Guadalcanal (homonymie).
Guadalcanal est une île de la mer des Salomon, d'une superficie d'environ 5 300 km2, qui constitue à elle seule une province des Salomon.
L'île, couverte de jungle sur la majeure partie de sa surface, et sur laquelle se trouve la capitale des Salomon, Honiara, fut le théâtre, pendant la Seconde Guerre mondiale, de la bataille de Guadalcanal.
En 2013, la province de Guadalcanal (ainsi que celle de Malaita) a choisi d'utiliser l'alphabet coréen pour transcrire les langues locales.[réf. à confirmer]

## Histoire

### Découverte et colonisation
L'île fut découverte en 1568 par une expédition espagnole commandée par Alvaro de Mendaña. Ce fut le second de l'expédition, Pedro de Ortega, qui baptisa l'île d'après le nom de sa ville natale, Guadalcanal, située en Andalousie. Ortega, affligé de défauts d'élocution[réf. nécessaire], nommait l'île de différentes manières (Guadarcana, Guarcana, Guadalcana, etc.) et, pendant de nombreuses années, elle fut connue sous le nom de Guadalcanar.
Colonisée plus tard par les Britanniques, l'île retrouva son nom « légitime » de « Guadalcanal » en 1932.

### Seconde guerre mondiale
Après l'attaque de Pearl Harbor et Singapour, les forces japonaises progressèrent dans le Pacifique Sud, et atteignirent Guadalcanal en mai 1942. Les États-Unis firent alors le choix stratégique de faire de Guadalcanal la base d'une importante contre-offensive, en concentrant sur elle une grande partie de leurs efforts et en y organisant le premier débarquement sur un territoire contrôlé par le Japon.
Les soldats y buvaient en moyenne 12 litres d'eau par jour car le climat tropical ainsi que les équipements militaires les déshydrataient en quelques heures, voire quelques minutes[source insuffisante].

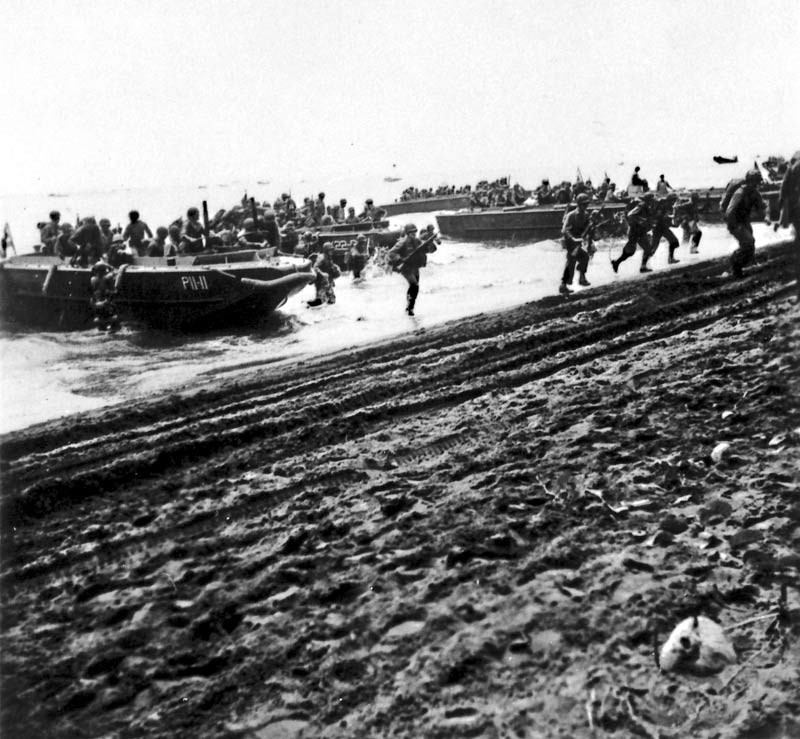
Débarquement sur une des plages de l'île de Guadalcanal, 7 août 1942 ; les Américains sont de prime abord surpris par l'absence d'hostilité apparente en réaction à leurs mouvements de troupes.

La bataille de Guadalcanal débuta le 11 octobre 1942 au cap Esperance, sur la côte nord-ouest de l'île. Moins d'un an après le désastre de Pearl Harbor, la marine américaine déploya une armada impressionnante aux environs de l'île, pour empêcher toute tentative de la flotte japonaise de venir prêter main-forte aux troupes terrestres japonaises demeurées sur l'île.
Même si la bataille de Guadalcanal fut une victoire pour les forces alliées, elle fut l'une des plus dures batailles auxquelles celles-ci furent exposées. Dès le début de l'offensive, les forces occidentales manquèrent en ravitaillement, notamment en eau. Les forces nipponnes, fortement regroupées et fortifiées dans des casemates, furent largement capables de ralentir les forces alliées.
Cette bataille fut, en nombre d'hommes tombés au combat, l'une des plus coûteuses de la guerre du Pacifique. Les dernières troupes japonaises durent réembarquer le 15 janvier 1943, scellant ainsi un véritable tournant dans la guerre du Pacifique.
Guadalcanal fut également l'une des premières batailles de la Seconde Guerre mondiale où les Japonais furent défaits.